# فرانک کنا
فرانک کنا (انگلیسی: Frank Arthur Connah؛ ۱۸۸۴ – ۲۰ دسامبر ۱۹۵۴) بازیکن هاکی روی چمن اهل ولز بود.